# Зеленівський сільський округ
Зеле́нівський сільський округ (каз. Зелёнов ауылдық округі, рос. Зеленовский сельский округ) — адміністративна одиниця у складі Байтерецького району Західноказахстанської області Казахстану. Адміністративний центр та єдиний населений пункт — село Зелене.
Населення — 1381 особа (2021; 1611 у 2009, 2346 у 1999, 3015 у 1989).
Станом на 1989 рік існувала Зеленівська сільська рада (села Асерчево, Зелене). 2011 року було ліквідовано село Асерчево.

## Склад
До складу округу входять такі населені пункти:
| Населений пункт | Старі назви | Населення, осіб (1989) | Населення, осіб (1999) | Населення, осіб (2009) | Населення, осіб (2021) |
| --------------- | ----------- | ---------------------- | ---------------------- | ---------------------- | ---------------------- |
| Асерчево, село  | -           | 225                    | 146                    | 8                      | -                      |
| Зелене, село    | -           | 2790                   | 2200                   | 1603                   | 1381                   |